# The Little Organ Player of San Juan
Pour plus de détails, voir Fiche technique et Distribution.
The Little Organ Player of San Juan est un film muet américain réalisé par Colin Campbell et sorti en 1912.

## Fiche technique
- Réalisation : Colin Campbell
- Scénario : Lanier Bartlett
- Production : William Nicholas Selig
- Date de sortie :  États-Unis : 26 décembre 1912

## Distribution
- Tom Santschi : Père Augustine
- Wheeler Oakman : Don Phillippi
- Bessie Eyton : Papinta
- Eddie James : un noble espagnol
- Camille Astor : la vieille mexicaine